# Presidentvalet i Sydossetien 2011
Presidentvalet i Sydossetien 2011 hölls i Sydossetien den 13 november 2011. Sittiande president är Eduard Kokojty, meddelade inför valet att han inte skulle ställa upp för omval. Detta berodde även på att den högsta domstolen beslutat att en president inte får sitta mer än två presidentperioder i följd.
Inför valet hade 17 deltagare registrerats hos valkommissionen, däribland tidigare premiärministern Merab Tjigojev.

## Resultat
| Kandidat             | Parti                            | Röster | % |
| -------------------- | -------------------------------- | ------ | - |
| Soslan Tedety        |                                  |        |   |
| Sergej Bitijev       |                                  |        |   |
| Alan Kotajev         |                                  |        |   |
| Alla Dzjiojeva       |                                  |        |   |
| Dmitrij Tasojev      |                                  |        |   |
| Alan Kotjiev         |                                  |        |   |
| Igor Alborov         |                                  |        |   |
| Eduard Gabarajev     |                                  |        |   |
| Vadim Tjovrebov      |                                  |        |   |
| Georgij Kabisov      |                                  |        |   |
| Vladimir Kelesjajev  |                                  |        |   |
| Ajvar Bestajev       |                                  |        |   |
| Merab Tjigojev       | Sydossetiens kommunistiska parti |        |   |
| Inal Bazzajev        |                                  |        |   |
| Anatolij Bibilov     |                                  |        |   |
| Dzjemal Dzjigkajev   |                                  |        |   |
| Mot alla             |                                  |        |   |
| Ogiltiga röster      |                                  |        |   |
| Totalt valdeltagande |                                  |        |   |